# Feike Asma
Feike Pieter Asma (Den Helder, 21 april 1912 – Amsterdam, 18 december 1984) was een Nederlandse organist en dirigent.

## Levensloop
Al op jonge leeftijd bespeelde Asma in de Gereformeerde Kerk in Den Helder een orgeltje met negen stemmen. Feike ontving in de periode 1928 tot 1937 orgellessen van Jan Zwart. In 1933 vertrok hij naar de Hooglandse Kerk in Leiden, waar hij organist werd van het eeuwenoude, oorspronkelijk door Pieter Janszoon de Swart in 1565 gebouwde orgel. Van Leiden ging hij in 1943 naar de Evangelisch-Lutherse Kerk te Den Haag, ook wel Lutherse Burgwalkerk genoemd. Hier bevindt zich een groot orgel van de orgelmaker J.H.H. Bätz uit 1753. In 1965 verhuisde Asma nog eenmaal, nu naar Maassluis. Hier werd hij de vaste bespeler van het uit 1732 daterende orgel in de Groote Kerk, gebouwd door Rudolf Garrels. 
Aan het Koninklijk Conservatorium te Den Haag studeerde Asma directie bij Jan Koetsier en piano en compositie bij Hugo van Dalen. Daarnaast volgde hij lange tijd bij Eduard Flipse lessen in orkest- en koordirectie. In 1950 en 1951 nam hij deel aan de meestercursus voor dirigenten van Paul van Kempen te Siena. Incidenteel nam hij een orgelles bij Flor Peeters.
Gedurende zijn arbeidzame leven gaf Feike Asma vrijwel dagelijks door het hele land orgelconcerten, die veel bezoekers trokken. Hij was een pleitbezorger van de Franse symfonische orgelmuziek van componisten als César Franck, Guilmant, Boëllmann, Vierne en Widor. Hiervoor ontving hij in 1964 de Franse onderscheiding Arts-Sciences-Lettres Diplome de Médaille Argent en in 1975 de onderscheiding Diplome de Médaille Vermeil. In 1967 werd hij geridderd in de Orde van Oranje-Nassau. De stad Rotterdam heeft hem de Wolfert van Borselenpenning toegekend. De NCRV heeft Feike in de gelegenheid gesteld de volledige sonates/symfonieën van Guilmant en Widor op de plaat te zetten vanuit de Parijse St-Sulpice (het orgel van Widor). Op 18 december 1984 overleed Feike Asma en werd op de Nieuwe Oosterbegraafplaats te Amsterdam begraven.

## Eigen stijl
Feike Asma had een geheel eigen speelstijl, die binnen een halve minuut herkenbaar was. Deze bestond o.a. uit de toonvorming: hij kon ieder orgel anders laten klinken door zijn toucher, zijn registratiekeuzes en zijn eigen interpretatie van het muziekstuk, met veel agogische accenten en temposchommelingen. Daarmee heeft hij een groot deel van de jonge organisten-in-wording geïnspireerd, ook al gaf hij weinig les. 
Asma werkte wel mee aan de film van Herman van der Horst: "Toccata", die in de Oude Kerk in Amsterdam is opgenomen, waarbij Feike op het Vater/Witte-orgel de bekende Toccata und Fuge F-Dur van J.S. Bach speelde.

## Bijdrage aan nummer-1-notering
Het orgelspel van Asma in het lied Mijn gebed van D.C. Lewis heeft in 1970 bijgedragen aan een  nummer 1-positie van dit lied in de Veronica Top 40 en de nr. 1-plaats in de Hilversum 3 Top 30.

## Concours
Sinds 2004 wordt het Feike Asma Concours georganiseerd.
| Editie | Winnaars                  | Winnaars                  | Winnaars                  | Winnaars               | Winnaars       | Winnaars          |
| Editie | 12 - 15 jaar              | 16 - 19 jaar              | 20 - 24 jaar              | aanmoedigingsprijs     | 25+            | publieksprijs     |
| ------ | ------------------------- | ------------------------- | ------------------------- | ---------------------- | -------------- | ----------------- |
| 2004   | Joost de Keijzer          | Geerten Moerkerken        | Arnoud Dekker             |                        |                |                   |
| 2005   | Adriaan Hoek              | Geerten Moerkerken        | Jan Rozendaal             |                        |                |                   |
| 2006   | Hans Bil                  | Geerten Moerkerken        | Arnoud Dekker             |                        |                |                   |
| 2007   | Mark Brandwijk            | Adriaan Hoek              | Jan Rozendaal             |                        |                |                   |
| 2008   | Mark Brandwijk            | Adriaan Hoek              | Jan Rozendaal             |                        |                |                   |
| 2009   | Mark Brandwijk            | Evan Bogerd               | Peter Biemond             |                        |                |                   |
| 2010   | Annemarie van Woudenberg  | Gert van Hoef             | Peter Biemond             |                        |                |                   |
| 2011   | Kees van den Brink        | Annemarie van Woudenberg  | Peter Biemond             |                        |                |                   |
| 2012   | Niels de Klerk            | Kees van den Brink        | Edwin Roggeveen           |                        |                |                   |
| 2013   | Hildert Bronkhorst        | Christian Mussche         | Kees van Walsem           |                        |                |                   |
| 2014   | Hildert Bronkhorst        | Kees van den Brink        | Maarten Costerus          |                        |                |                   |
| 2015   | Hendrik Kole              | Niels de Klerk            | Kees van Walsem           |                        |                |                   |
| 2016   | Idelette van den Assem    | Christian Mussche         | Kees van Walsem           |                        |                |                   |
| 2017   | Harm-Jan van der Sluis    | Rik Melissant             | Christian Mussche         |                        |                |                   |
| 2018   | Luuk Schuurman            | David Strijbis            | Rik Melissant             |                        |                |                   |
| 2019   | Jonathan van der Pligt    | Idelette van den Assem    | Rob den Hertog            | Harm-Jan van der Sluis |                |                   |
| 2020   | afgelast ivm coronacrisis | afgelast ivm coronacrisis | afgelast ivm coronacrisis |                        |                |                   |
| 2021   | Joas van Marle            | Luuk Schuurman            | geen winnaar              |                        | Jan Dubbelhuis | Hermen van Arnhem |

Er is sinds 2013 ook een geïntegreerde scholenronde. Het kan dus dat een deelnemer zowel met de schoolprijs, als de categorieprijs mee doet.
De winnaars:
| Editie | Winnaars                                                  | Winnaars |
| ------ | --------------------------------------------------------- | -------- |
| 2013   | Hendrik van Dalfsen (Jacobus Fruytier Scholengemeenschap) |          |
| 2014   | Niels de Klerk (Gomarus Scholengemeenschap)               |          |
| 2015   | Herman Coster (Hoornbeeck College)                        |          |
| 2016   | Herman Coster (Hoornbeeck College) 2e maal gewonnen       |          |
| 2017   | Harm-Jan van der Sluis (Pieter Zandt Scholengemeenschap)  |          |
| 2018   | Luuk Schuurman (Pieter Zandt Scholengemeenschap)          |          |